# Яковлев, Вениамин Фёдорович

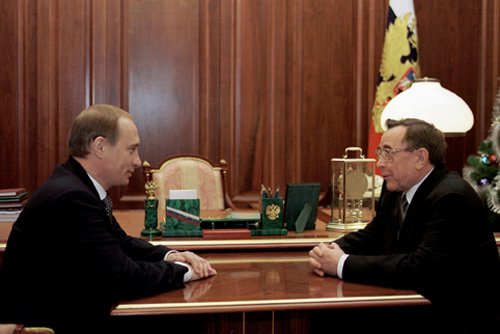
В. В. Путин и В. Ф. Яковлев

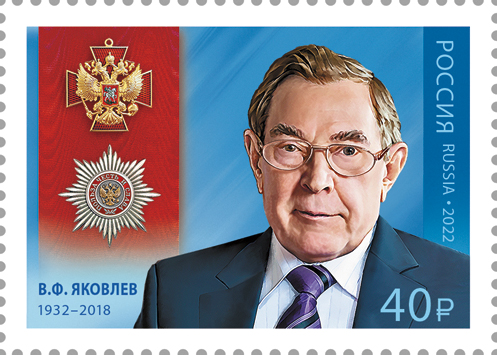
В. Ф. Яковлев на почтовой марке России, 2022 год

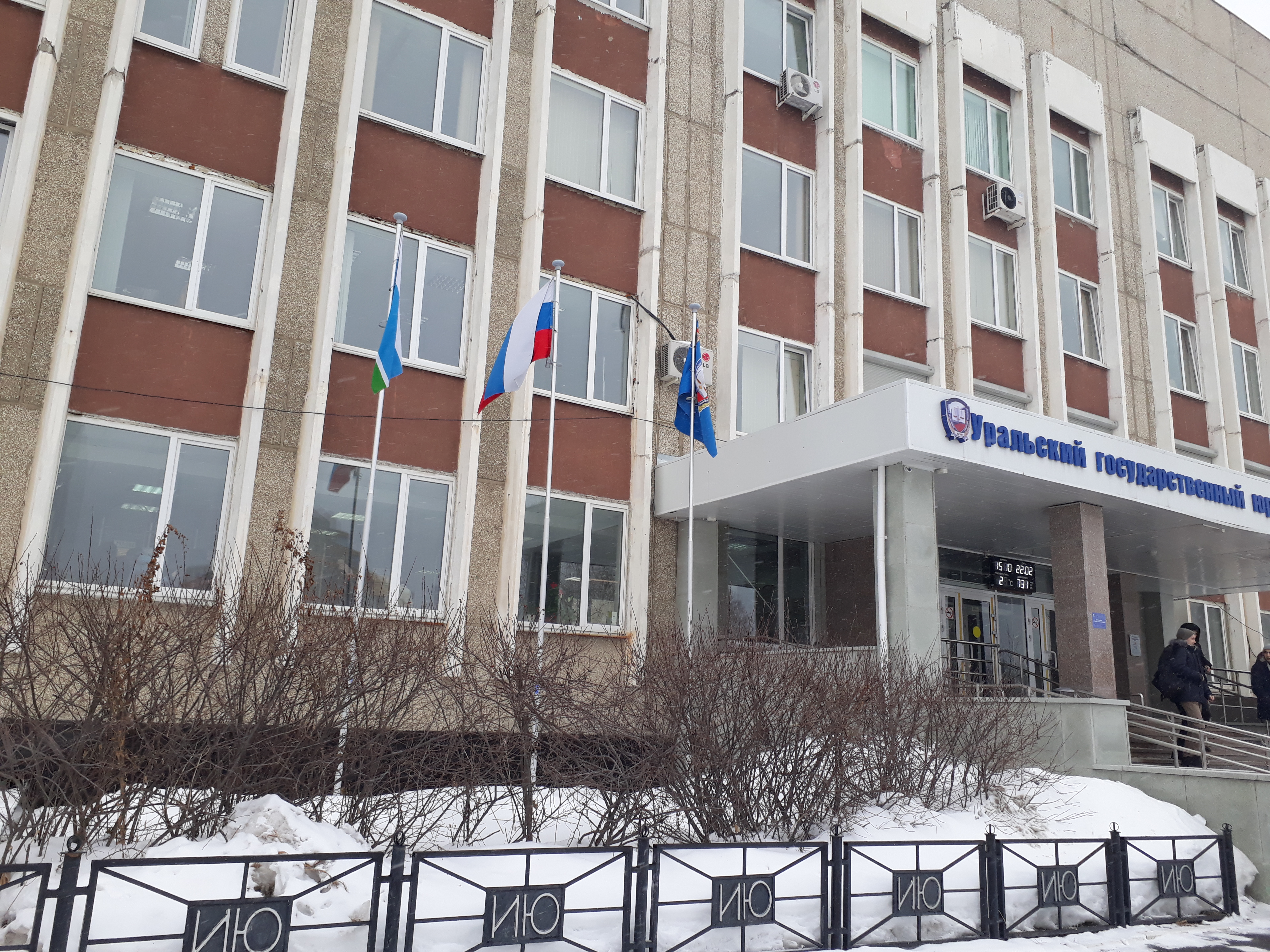
Уральский государственный юридический университет им. В.Ф. Яковлева, фото 2019 год

Вениами́н Фёдорович Я́ковлев (12 февраля 1932, Юдино, Уральская область — 24 июля 2018, Москва) — советский и российский государственный деятель. Mинистр юстиции СССР (1989—1990).  Советник Президента Российской Федерации (2005—2018), доктор юридических наук (1973), профессор, член-корреспондент РАН (2003), Заслуженный юрист РСФСР (1982). Полный кавалер ордена «За заслуги перед Отечеством» (2005). Основоположник системы современных арбитражных судов России.

## Биография
Вениамин Фёдорович Яковлев родился 12 февраля 1932 года в рабочей семье в селе Юдино Юдинского сельсовета Петуховского района Уральской области РСФСР СССР, ныне город Петухово — административный центр Петуховского муниципального округа Курганской области.

### Образование
Окончил школу в городе Ишиме Тюменской области. Окончил Свердловский юридический институт по специальности «правоведение» в 1953 году, доктор юридических наук, профессор, член-корреспондент Российской академии наук.

### Юридическая деятельность
С 1953 года — преподаватель, с 1954 по 1956 год — директор Якутской юридической школы. В 1956 году юридические школы были закрыты. С 1956 по 1960 год — старший помощник прокурора Якутской АССР.
Член КПСС в 1956—1991 годах.
С 1963 года — старший преподаватель, затем декан вечернего факультета Свердловского юридического института. В 1973 году В. Ф. Яковлев защитил докторскую диссертацию «Гражданско-правовой метод регулирования общественных отношений». С 1973 по 1987 год — проректор по учебной работе и заведующий кафедрой гражданского права Свердловского юридического института.
С 1987 по 1988 год — директор ВНИИ советского законодательства. С 1988 по 1989 год — заместитель председателя общественной Комиссии международного сотрудничества по гуманитарным проблемам и правам человека. В 1989 году был директором ВНИИ советского государственного строительства и законодательства.
С 1989 по 1990 год — министр юстиции СССР, с 1990 по 1991 год являлся Главным государственным арбитром СССР и Председателем Высшего арбитражного суда СССР.
В 1990—1991 годах — член ЦК КПСС, избран на XXVIII съезде КПСС.
В конце 1991 года занял должность Государственного советника по правовой политике при Президенте СССР
В апреле 1992 года Съездом народных депутатов РФ был избран Председателем Высшего арбитражного суда РФ.
В январе 2005 года по достижении им предельного для должности судьи возраста полномочия Яковлева истекли.
С 31 января 2005 года являлся советником президента Российской Федерации. Неоднократно был переназначен на пост советника президента, в последний раз 13 июня 2018 года. С 15 февраля 2005 по 2009 год — представитель Президента Российской Федерации в Высшей квалификационной коллегии судей Российской Федерации.
Вениамин Фёдорович Яковлев умер в Москве утром 24 июля 2018 года. Похоронен 27 июля на Широкореченском кладбище Верх-Исетского района города Екатеринбурга Свердловской области.

## Научная и преподавательская деятельность
22 мая 2003 года избран членом-корреспондентом РАН в отделение общественных наук в секцию философии, социологии, психологии и права.
С 2000 года был заведующим кафедрой правового регулирования ТЭК Международного института энергетической политики и дипломатии МГИМО (У) МИД России. Работал заведующим кафедрой правового обеспечения рыночной экономики в РАНХиГС при Президенте РФ.
Был научным руководителем Центра частного права имени С. С. Алексеева.
Являлся сопредседателем Попечительского Совета Национального Гражданского Комитета по взаимодействию с правоохранительными, законодательными и судебными органами, член Президиума независимой организации «Гражданское общество».
Руководитель Ассоциации юристов России с момента создания — 22 декабря 2005 года. В 2006—2007 годах занимал пост сопредседателя Ассоциации юристов России, в 2008 году — председатель Ассоциации юристов России, в 2009 году вновь избран сопредседателем этой Ассоциации.

## Награды и звания[5]
Полный кавалер ордена «За заслуги перед Отечеством»:
- Орден «За заслуги перед Отечеством» I степени, 31 января 2005 года — «за выдающиеся заслуги в развитии российской государственности и совершенствовании судебной системы»[6]
- Орден «За заслуги перед Отечеством» II степени, 11 февраля 2002 года — «за большой личный вклад в совершенствование правового регулирования экономических отношений и развитие юридической науки»[7]
- Орден «За заслуги перед Отечеством» III степени, 15 января 1997 года — «за заслуги перед государством и большой вклад в укрепление законности»[8]
- Орден «За заслуги перед Отечеством» IV степени, 10 февраля 2012 года — «за большой вклад в обеспечение деятельности Президента Российской Федерации и многолетнюю государственную службу»[9]
- Медаль Государственной Думы Федерального Собрания Российской Федерации
- Медаль «За заслуги перед судебной системой Российской Федерации»  I степени, 24 августа 2005 года;
- Медаль «150 лет судебной реформы в России», Постановление Президиума Совета Судей РФ, 2014 год — «За значительный вклад в развитие и совершенствование судебной системы Российской Федерации»
- Медаль «В память 850-летия Москвы», 1997 год
- Медаль «В память 1000-летия Казани», 2005 год
- Юбилейный знак Республики Саха (Якутия) «380 лет Якутия с Россией»
- Медаль «В память 200-летия Минюста России», 29 августа 2002 года
- Нагрудный знак «150 лет Российскому нотариату», 2016 год
- Настольная медаль «Управление ФСБ по Ярославской области. 70 лет»
- Настольная медаль «90 лет службе внешней разведки России (Отечество, доблесть, честь)»
- Медаль СВР России «90 лет ИНО – ПГУ – СВР», 1 декабря 2010 года
- Памятная медаль «100 лет подводных сил России»
- Почётное звание «Заслуженный юрист РСФСР», 17 марта 1982 года — «заслуги в укреплении социалистической законности»[10]
- Почётная грамота Президента Российской Федерации, 12 декабря 2008 года — «за активное участие в подготовке проекта Конституции Российской Федерации и большой вклад в развитие демократических основ Российской Федерации»[11]
- Благодарность Президента Российской Федерации, 12 февраля 2007 года — «за большой вклад в обеспечение деятельности Президента Российской Федерации и многолетнюю государственную службу»[12]
- Медаль Анатолия Кони, 1996 год — «за заслуги в российской юриспруденции»
- Медаль Гавриила Державина, 12 декабря 2013 года
- Медаль «За вклад в развитие Федеральной службы судебных приставов»
- Нагрудный знак «Почетный работник Федеральной службы судебных приставов» — «За активную помощь в развитии и совершенствовании Федеральной службы судебных приставов, внесшим большой личный вклад в решение задач, возложенных на ФССП России»
- Знак Совета судей Российской Федерации «За служение правосудию», 1 февраля 2012 года — «за большой вклад в совершенствование правосудия в Российской Федерации, заслуги в защите прав и законных интересов граждан, добросовестный труд»[13]
- Юбилейный знак «Совет Судей РФ. 15 лет», Постановление Президиума Совета судей Российской Федерации, 2007 год
- Медаль «20 лет Совету судей РФ», Постановление Президиума Совета судей Российской Федерации, 1 февраля 2012 года
- Медаль «Совет Судей РФ. 25 лет», Постановление Президиума Совета судей Российской Федерации, 2017 год
- Памятный знак в ознаменование 15-летия образования Высшей квалификационной коллегии судей, 18 июля 2008 года
- Почётная Грамота Совета судей Российской Федерации, 28 октября 1999 года[14]
- Почётный гражданин Свердловской области, 12 февраля 2007 года[15]
- Знак отличия Арбитражного суда Свердловской области
- Настольная медаль «Федеральный арбитражный суд Московского округа 1995-2005»
- Медаль «20 лет Арбитражным судам Российской Федерации», 2012 год — «За значительный вклад в развитие системы арбитражных судов»
- Медаль «25 лет Арбитражным судам Российской Федерации», 2017 год — «За значительный вклад в развитие системы арбитражных судов»
- Нагрудный знак «Почетный работник прокуратуры Российской Федерации» —  «За существенную помощь в укреплении законности и развитии системы прокуратуры Российской Федерации»
- Знак отличия «За верность закону» I степени, Приказ Генерального прокурора РФ от 14.02.2017
- Памятный знак «Законъ. Прокуратура России»
- Памятный знак «Законъ. Прокуратура России. 1722»
- Медаль «За заслуги в защите прав и свобод граждан» I степени, Решение Федеральной палаты адвокатов РФ от 28.02.2005
- Знак Секретариат комиссии Таможенного союза «За достигнутые результаты в деле формирования таможенного союза»
- Медаль Конгресса российских деловых кругов, Академии российской словесности и Фонда Витте в память 150-летия С.Ю. Витте «За помыслы и деяния»
- Почетный знак «25 лет Союзу юристов Москвы», Решение от 5 мая 2015 года
- Памятный знак «20 лет ФСАР», Федеральный союз Адвокатов России
- Памятный знак Белорусского республиканского Союза юристов  «Ex lege»
- Медаль «За укрепление международного сотрудничества», награда Приднестровской Молдавской Республики
- Медаль Национальной палаты судебных приставов, Франция
- Медаль «Национальная Академия правовых наук Украины», Решение Президента Национальной Академии правовых наук Украины от 18 октября 2013 года
- Медаль «10 лет Конституции Республики Казахстан», 2005 год — За значительный вклад в развитие и становление конституционных основ Республики Казахстан, а также в ознаменование 10-летия Конституции Республики Казахстан
- Почетный знак Уральской государственной юридической академии «За особые заслуги», Решение Ученого совета УрГЮА от 23 мая 2011 года
- Медаль «За заслуги перед Академией при Президенте РФ»
- Юбилейная медаль, посвященная 30-летию следственно-криминалистического факультета / Института Юстиции Уральской государственной юридической академии
- Настольная медаль, посвященная открытию четвертого учебного корпуса МГУ имени М.В. Ломоносова, в котором будут располагаться юридический факультет и Высшая школа государственного аудита, 12 февраля 2013 года
- Медаль «80 лет Академии ФСИН России», 6 ноября 2014 года
- Почетный гражданский орден Алмазный серебряный крест «За достойное выполнение служебного и гражданского долга»
- Орден «Звезда Отечества» — «За выдающиеся заслуги перед Отечеством, способствующие экономическому и социальному процветанию России»
- Почетный знак «За заслуги в развитии науки и экономики России», Российская академия естественных наук
- Нагрудный знак «За заслуги в деле возрождения науки и экономики России», Международная Академия Наук о Природе и Обществе
- Орден святого благоверного князя Даниила Московского II степени, Русская православная церковь, 12 февраля 2007 года — «во внимание к многолетним трудам и в связи с 75-летием со дня рождения»[16]
- Юбилейная медаль «МПА СНГ. 20 лет», Межпарламентская ассамблея СНГ, 11 апреля 2013 года — за вклад в развитие и совершенствование правовых основ функционирования Содружества Независимых Государств, модельного и национального законодательства государств — участников МПА СНГ, а также в укрепление международных связей и межпарламентского сотрудничества[17]
- Юбилейный гражданский орден Серебряная Звезда «Общественное признание», 1999 год — «За активную работу по оказанию социальной и духовной поддержки ветеранам и участникам Великой Отечественной войны, военных и боевых действий в горячих точка»
- Почётный гражданский орден Золотой крест «За служение обществу», 2004 год
- Нагрудный знак «Спецназ России», Фонд «Консул», 29 августа 2004 года
- Медаль The Bank of Mongolia

## Память
- Мемориальная доска на здании главного корпуса Уральского государственного юридического университета, открыта 4 июня 2021 года, Свердловская область, город Екатеринбург, ул. Комсомольская, 21 — 56°51′01″ с. ш. 60°39′25″ в. д.HGЯO[18]
- В 2022 году выпущена почтовая марка.
- 9 февраля 2022 года Уральскому государственному юридическому университету (бывший Свердловский юридический институт) было присвоено имя Вениамина Фёдоровича Яковлева приказом Министерства науки и высшего образования Российской Федерации от 9 февраля 2022 года № 131[19].
- Мемориальная доска на фасаде дома, где жил с 2002 по 2018 год, скульптор Салават Александрович Щербаков, открыта 26 июля 2023 года, Москва, Центральный административный округ, Муниципальный округ Пресненский Рочдельская улица, 12 — 55°45′25″ с. ш. 37°34′10″ в. д.HGЯO[20]
- 15 декабря 2023 года участок улицы Шарташской в Екатеринбурге, где располагается Арбитражный суд Свердловской области, был переименован в переулок Вениамина Яковлева[21].
- 4 сентября 2024 года состоялось открытие памятника Вениамину Яковлеву на территории УрГЮУ им. В. Ф. Яковлева, город Екатеринбург, ул. Комсомольская, 21[22].

## Сочинения
В. Ф. Яковлев — автор многочисленных публикаций, монографий, учебных пособий. Среди них:
- «Гражданско-правовой метод регулирования общественных отношений» (изд. Свердловского юридического института, 1972 г.),
- «Гражданское право» (М., Высшая школа, 1985 г.),
- «Новое в договорном праве» (М., 1994 г.),
- «О Гражданском кодексе Российской Федерации» (М., 1995 г.),
- «Глава 27 Комментария к Гражданскому кодексу Российской Федерации» (М., 1995 г.),
- «Главы 49-52 Комментария к Гражданскому кодексу Российской Федерации» (М., 1996 г.),
- «Юридическая конфликтология» (М., 1995 г.),
- «Комментарий к Арбитражному процессуальному кодексу Российской Федерации» (М., 1995 г.).

## Семья
Род Яковлевых обосновался в Курганской области в начале XIX века, в тот период, когда происходил массовый исход крестьян из центральных районов на окраины России. В результате бывшие волжане стали жителями Сибири, и Вениамин Федорович с гордостью считал себя сибиряком – по рождению и складу характера.
- Отец — Яковлев Федор Кузьмич (1896 — 5 марта 1942), погиб на фронте;
- Мать — Яковлева Домна Павловна (1905—1997);
- Две сестры;
- Супруга — Яковлева Галина Ивановна (24 ноября 1930 — 15 июня 2020);
- Дети:
  - Смирнова Наталья Вениаминовна (род. 14 октября 1956 года);
  - Минина Вера Вениаминовна (род. 24 апреля 1960 года) — директор уральского филиала Всероссийского государственного университета юстиции.
- внуки Федор, Станислав и Владислав (близнецы), три правнучки